# هاينريش فرانك
هاينريش فرانك (بالألمانية: Heinrich Franke )‏ (و. 1887 – 1966 م) هو فيزيائي، وقاضي، وسياسي، وأستاذ جامعي من ألمانيا . ولد في كيل . تولى منصب عضو مجلس الشورى الموحد بافاريا .
وكان عضواً في الحزب الديمقراطي الاجتماعي الألماني .
توفي في إرلنغن ، عن عمر يناهز 79 عاماً.

## مناصب وهيئات
أدار جامعة لودفيغ ماكسيميليان في ميونخ.

## جوائز
حصل على جوائز منها:
- صليب القائد لنيشان استحقاق جمهورية ألمانيا الاتحادية.